# Pseudothrombozytopenie
Bei Pseudothrombozytopenie handelt es sich um ein Phänomen, bei dem in der Laborbestimmung falsch niedrige Zahlen von Thrombozyten ausgegeben werden können. Per se liegt der Pseudothrombozytopenie nicht zwangsweise ein Krankheitswert zugrunde, jedoch können andere Erkrankungen diesen Sachverhalt bedingen:

## EDTA-induzierte Pseudothrombozytopenie
Wenn die Thrombozytenzahl über eine EDTA-Probe des Patientenblutes bestimmt wird und ein Vorliegen von Autoantikörpern zu Aggregationen der Thrombozyten im EDTA-Blut führt, werden diese in der Laborbestimmung nicht erkannt, da nur nicht aggregierte Thrombozyten in die Zählung einfließen und somit einen falsch niedrigen Messwert produzieren. Diese Aggregate sind im kleinen Blutbild nicht erkennbar und erfordern ein großes Blutbild, da hier ein Alarm auf das Vorhandensein dieser Aggregate hinweist. Um den Fehler zu beheben, muss eine neue Blutprobe mit einem speziellen Röhrchen (Citratblut oder mittels Thrombo-exakt) ausgewertet werden.
Patienten, die von einer EDTA-induzierten Pseudothrombozytopenie betroffen sind, sollten Blutbildbestimmungen nur mit den oben genannten Probenröhrchen erhalten und ggfs. einen Ausweis (wie einen Antikoagulationsausweis o. ä.) bei sich tragen, der die weiterbehandelnden Ärzte über diesen Umstand informiert und etwaige, nicht indizierte Therapieversuche verhindert.

## Satellitenphänomen
Hiermit wird eine Anlagerung von Thrombozyten an Leukozyten beschrieben, was ebenfalls zu falsch niedriger Zählung führt. Dies kann im kleinen Blutbild nicht weiter differenziert werden, im großen Blutbild fällt hierbei jedoch eine abnorme Leukozytengröße auf, was dann mittels mikroskopischer Nachkontrolle überprüft werden sollte.

## Makrothrombozyten
Bei Erkrankungen wie dem MDS oder bei Makrothrombozytopenien wie beispielsweise dem Bernard-Soulier-Syndrom ist durch eine abnorme Größe der Thrombozyten der falsche Messwert bedingt. Im kleinen Blutbild können die Thrombozyten nicht korrekt erkannt werden und es ist erforderlich, im großen Blutbild eine zusätzliche optische Messung im Retikulozytenkanal durchzuführen.